# Он (Арденны)
Он (фр. Osnes) — коммуна во Франции, находится в регионе Шампань — Арденны. Департамент коммуны — Арденны. Входит в состав кантона Кариньян. Округ коммуны — Седан.
Код INSEE коммуны — 08336.
Коммуна расположена приблизительно в 230 км к северо-востоку от Парижа, в 100 км северо-восточнее Шалон-ан-Шампани, в 35 км к востоку от Шарлевиль-Мезьера.

## Население
Население коммуны на 2008 год составляло 229 человек.
| 1962 | 1968 | 1975 | 1982 | 1990 | 1999 | 2008 |
| ---- | ---- | ---- | ---- | ---- | ---- | ---- |
| 364  | 343  | 367  | 341  | 274  | 220  | 229  |

## Экономика
В 2007 году среди 138 человек в трудоспособном возрасте (15—64 лет) 78 были экономически активными, 60 — неактивными (показатель активности — 56,5 %, в 1999 году было 65,8 %). Из 78 активных работали 74 человека (44 мужчины и 30 женщин), безработных было 4 (3 мужчин и 1 женщина). Среди 60 неактивных 11 человек были учениками или студентами, 22 — пенсионерами, 27 были неактивными по другим причинам.

## Фотогалерея

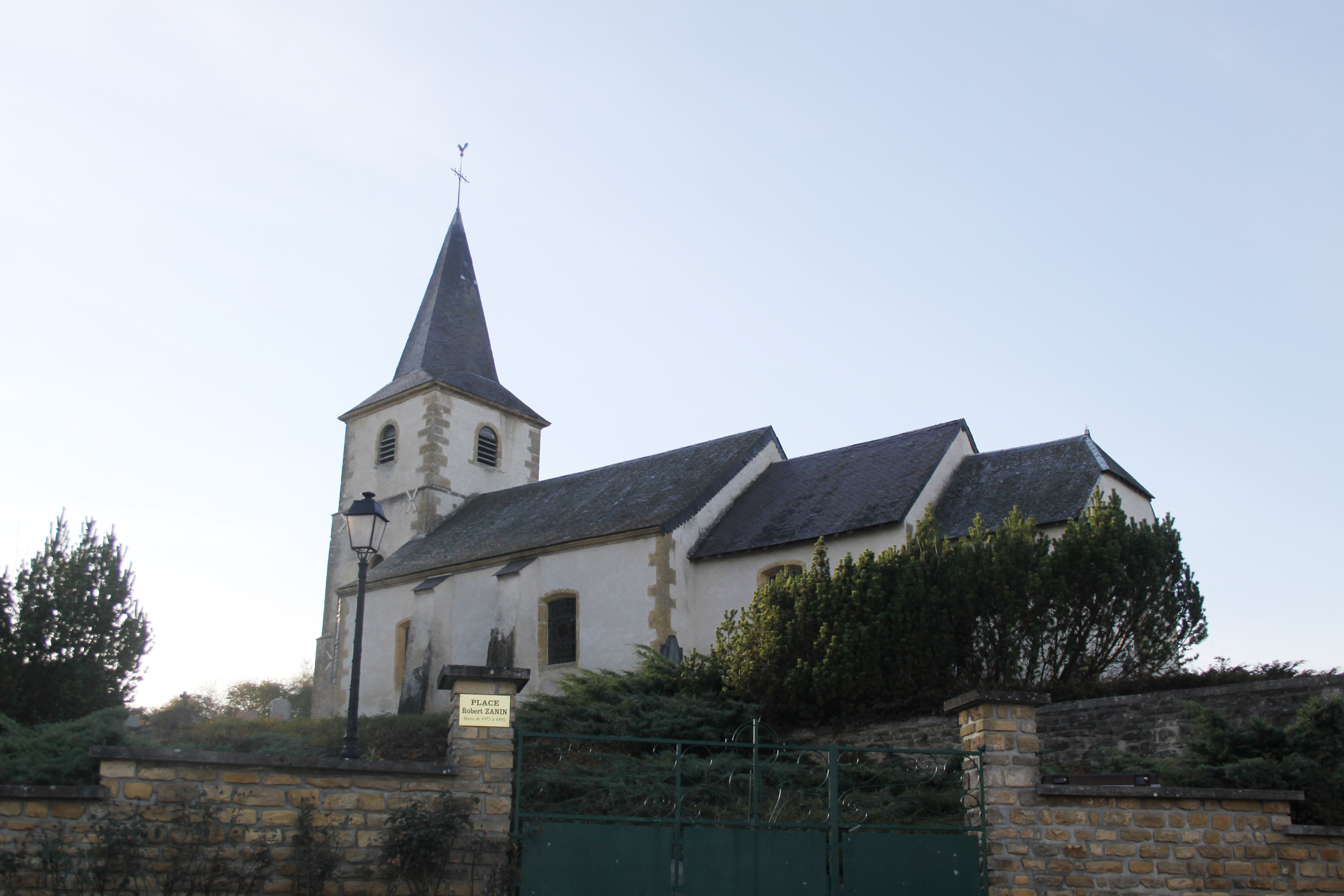
Церковь Сен-Бенуа
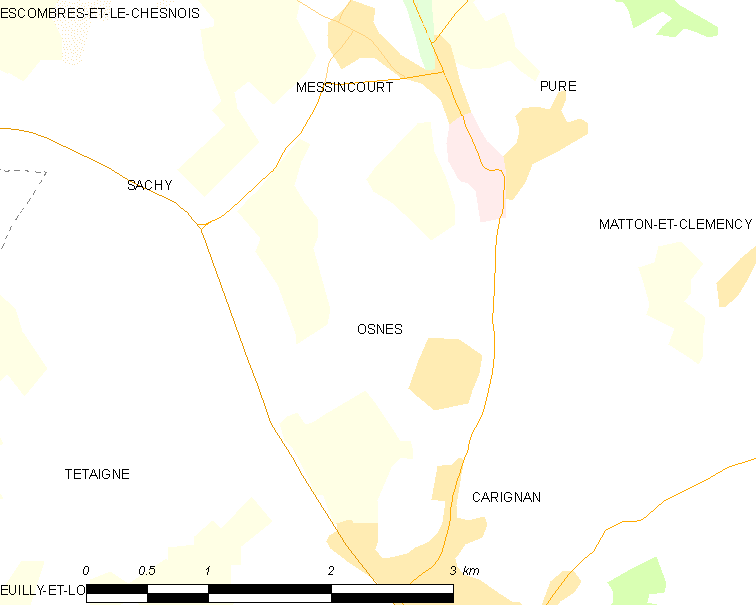
Карта коммуны